# Ольшевский, Владимир Антонович
Влади́мир Анто́нович Ольше́вский (1873—1933) — украинский военный деятель, генерал-хорунжий Армии УНР, участник Первой мировой войны, полковник Русской императорской армии.

## Биография
Родился в Умани Киевской губернии в семье чиновника. Окончил Златопольскую гимназию, слушал лекции на медицинском и физико-математическом факультетах Киевского университета. Учился в Киевском пехотном юнкерском училище. В 1901 подпрапорщиком отбыл на службу в 131-й Тираспольский пехотный полк. Участвовал в Русско-японской войне в составе 21-го восточносибирского полка.

### Первая мировая война
В августе 1914 года принял командование 4-м батальоном 279-го Лохвицкого пехотного полка. В октябре произведён в капитаны. Осенью того года ранен дважды. 6 ноября 1915 года досрочно произведён в чина подполковника. В начале 1917 года переведён в 278-й Кромский пехотный полк, которым руководил К. Присовский. 25 марта 1917 года получил звание полковника. С марта руководил отдельным дивизионом 2-го Запасного кавалерийского полка.

### УНР
С 1917 года участвовал в формировании национальных вооруженных сил Украины. В 1918 году — командир части на большевистском фронте. Поочередно командовал куренями 27-го Козелецкого полка в Чернигове, 21-го пешего Сквирского полка в Киеве, далее - помощник командира 19-го Овручского полка.
В начале восстания против гетмана полк Ольшевского направлен против сил Директории; не желая воевать против своих, Овручский полк вернулся в Киев.
С приходом к власти Директории 7-ю кадровую дивизию, в которую входил 19-й Овручский полк, возглавил Николай Шаповал, Ольшевский был у него заместителем. В начале февраля 1919 полк принимал участие в боях за Бердичев; в марте дивизия отступила в Жмеринку, где красноармейцы прорвали фронт и разделили Армию УНР на две части. Вся группа Николая Шаповала попала в окружение. В апреле они перешли на территорию Галичины. Полковник Ольшевский руководил 3-м куренем 16-го отряда, который сформировался из остатков 7-й дивизии. В мае 16-й отряд пытался овладеть Каменец-Подольским, но потерпел сокрушительное поражение. Оставшиеся силы были переформированы в 3-ю дивизию. Одну из первых побед дивизия одержала в бою за городок Шатава в 17 верстах от  Каменца. Впоследствии дивизия захватила Вапнярку и отразила попытки реванша сил Ионы Якира; за эту операцию 3-я дивизия получила звание Железной. В 1919 году командир 9-го полка 3-й Железной стрелковой дивизии, с июня - помощник командира дивизии, с октября - замещал больного тифом командира дивизии А. Удовиченко.
26 декабря 1919 «железные» были разбиты белогвардейской конницей; уцелевшие были сведены полковником Стефановым в 3-й конный полк.
В январе 1920 года назначен командиром украинскими военными силами в Умани. 4 января полковник Трутенко возглавляет Липовецкий гарнизон, Ольшевский — Уманский. Тогда в Умани издавались газеты, воззвания к войскам, интеллигенции, к добровольцам. Покровительствовали этому Пётр Дерещук и Ольшевский.
С 25 марта служит булавным старшиной штаба Волынской дивизии. Во время польско-советской войны 1920 был помощником командира 3-й Железной дивизии. Был начальником гарнизона в Каменец-Подольском. Участвовал в боях на большевистском фронте до ноября 1920 года.
С декабря 1920 находился в лагере Калиш. Был одним из организаторов лагерной жизни дивизионников, членом общества воинов Армии УНР, Украинского Военно-Исторического Общества и членом управы Украинского станицы в Калиш.
3 августа 1921 получил ранг генерал-хорунжего.
Позже жил в Лодзи, затем в Познани, где и умер.